# Comuna Tar-Vabriga, Istria
Tar-Vabriga este o comună în cantonul Istria, Croația, având o populație de 1.990 de locuitori (2011).

## Demografie
Componența etnică a comunei Tar-Vabriga
     Croați (62,71%)
     Italieni (9,8%)
     Sârbi (3,32%)
     Necunoscut (2,41%)
     Neclasificat (20,55%)
Componența confesională a comunei Tar-Vabriga
     Catolici (83,72%)
     Fără religie și atei (6,28%)
     Ortodocși (4,02%)
     Musulmani (1,51%)
     Necunoscută (3,52%)
     Alte religii (0,95%)
Conform recensământului din 2011, comuna Tar-Vabriga avea 1.990 de locuitori. Din punct de vedere etnic, majoritatea locuitorilor (62,71%) erau croați, existând și minorități de afiliați religios (17,14%), italieni (9,8%) și sârbi (3,32%). Apartenența etnică nu este cunoscută în cazul a 2,41% din locuitori. Din punct de vedere confesional, majoritatea locuitorilor (83,72%) erau catolici, existând și minorități de persoane fără religie și atei (6,28%), ortodocși (4,02%) și musulmani (1,51%). Pentru 3,52% din locuitori nu este cunoscută apartenența confesională.